# 1879 au Manitoba
Chronologie du Manitoba
- 1875
- 1876
- 1877
- 1878
- 1879
- 1880
- 1881
- 1882
- 1883

Cette page concerne des événements qui se sont produits durant l'année 1879 dans la province canadienne du Manitoba.

## Politique
- Premier ministre : John Norquay
- Chef de l'Opposition :
- Lieutenant-gouverneur : Joseph-Édouard Cauchon
- Législature :

## Événements
- Fondation de la Société historique du Manitoba.

## Naissances
- 3 novembre : Vilhjalmur Stefansson (islandais : Vilhjálmur Stefánsson), né à Gimli et mort le 26 août 1962 à Hanover, est un ethnologue et explorateur arctique canadien d’ascendance islandaise.